# Aquara
Aquara är en ort och kommun i provinsen Salerno i regionen Kampanien i Italien. Kommunen hade 1 476 invånare (2017).